# Tvis Kloster

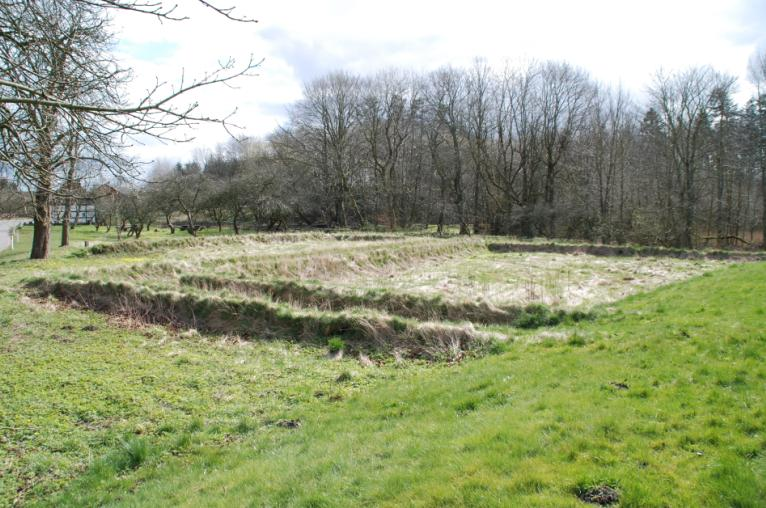
Spår av grundmurar på det rivna Tvis kloster

Tvis Kloster är ett tidigare danskt cistercienskloster, som låg omkring fyra kilometer öster om Holstebro i Västjylland, något söder om sammanflödet av Tvis Å i Storå.
Tvis Kloster grundlades 1163 av prins Buris Henriksen, som donerade sin gård Tvisel till abboten Peder från Herrevads kloster i Skåne. För klostrets underhåll skänkte prins Buris också ett antal jordegendomar. Vid reformationen bestod klostrets markinnehav av sammanlagt omkring 200 bondgårdar. 
Klostret hade fyra längor på ett område av omkring 50 x 50 meter. Klosterkyrkan utgjorde den norra flygeln. Klostret kallades "Tuta Vallis" ("den säkra dalen"), därför att den hade byggts på en ö mellan två åfåror och var omgiven av flera sandåsar, vilket gav ett gott skydd. 
Vid reformationen 1536 upphävdes munkväsendet och kungen övertog klostret och dess tillhöriga jordområden. Den sista katolska biskopen Oluf Munk från Ribe övertog klostret 1547, vilket därefter ombildades till en herrgård. Munkarna, som då bodde på klostret, hade rätt att bo kvar till sin död. Familjen Munk ägde herrgården till 1614.
År 1681 kom klostret i Gabriel Grubbes ägo. Det var då så förfallet, att Grubbe 1698 ansökte hos kung Kristian V om att få riva byggnaderna, vilket beviljades mot att Grubbe uppförde en kyrka på platsen. En del av klostrets västra flygel inrättades då till församlingskyrka. Som sådan fungerade den till 1884, då en ny kyrkobyggnad uppfördes på annan plats i socknen. Den tidigare kyrkan i det tidigare klostret revs av församlingen utan tillstånd 1889.

## Bildgalleri

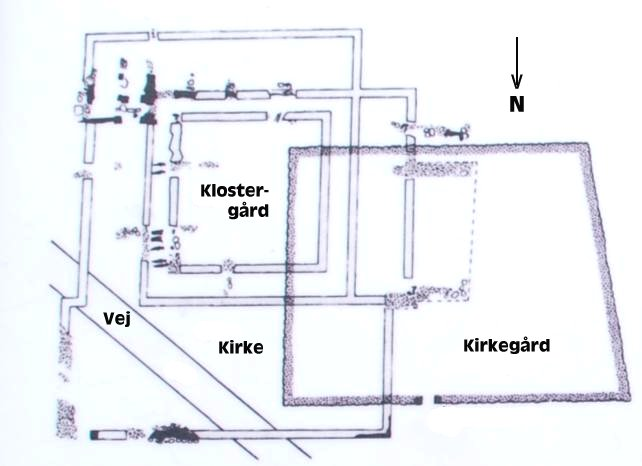
Grundplan över klostret och kyrkogården
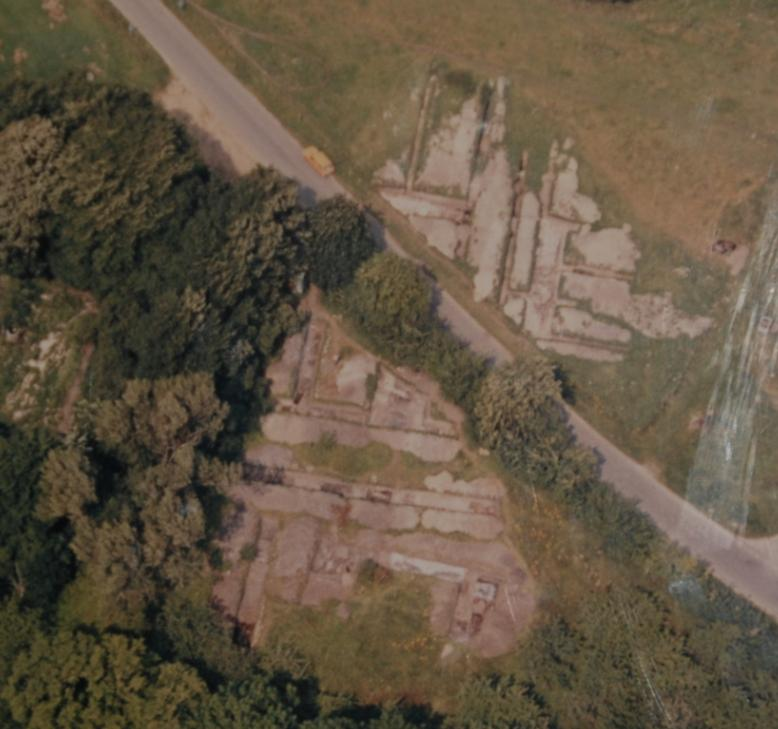
Flygbild av utgrävningarna 1978–1979
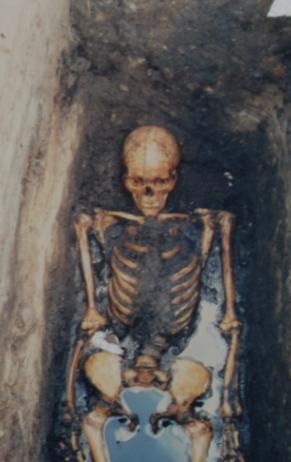
Gravfynd av en munk
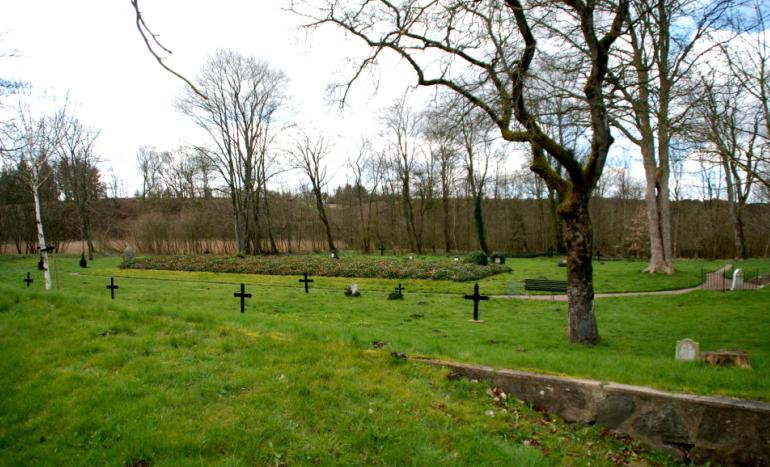
Tvis nedlagda kyrkgård